# Wolfsbane (band)
Wolfsbane is een Britse hardrock- en heavymetalband opgericht in 1985. De band werd opgericht in Tamworth, Engeland door zanger Blaze Bayley. In 1993 verliet Bayley de band om bij Iron Maiden te gaan zingen. 
Na enkele occasionele reünies in 2007 & 2009 maakte de band op 14 juni 2010 bekend in 2011 een nieuw album te zullen uitbrengen. De band zal ook enkele festivals aandoen en op tour gaan in december 2011.
In 1990 speelde Wolfsbane in het voorprogramma van Iron Maiden tijdens hun No Prayer for the Dying-toer.

## Leden
- "Blaze" Bayley Cook – zang
- Jason Edwards – gitaar
- Jeff Hateley – basgitaar
- Steve "Danger" Ellett – drums

## Albums
- 1985 – Wolfsbane (demo)
- 1987 – Dancin' Dirty (demo)
- 1989 – Live Fast, Die Fast
- 1990 – All Hell's Breaking Loose... Down at Little Kathy Wilson's Place
- 1991 – Down Fall the Good Guys
- 1993 – Massive Noise Injection
- 1994 – Wolfsbane
- 2001 – Lifestyles of the Broke and Obscure
- 2011 - Did it for the Money
- 2012 - Wolfsbane Save the World